# Cá nhiệt đới

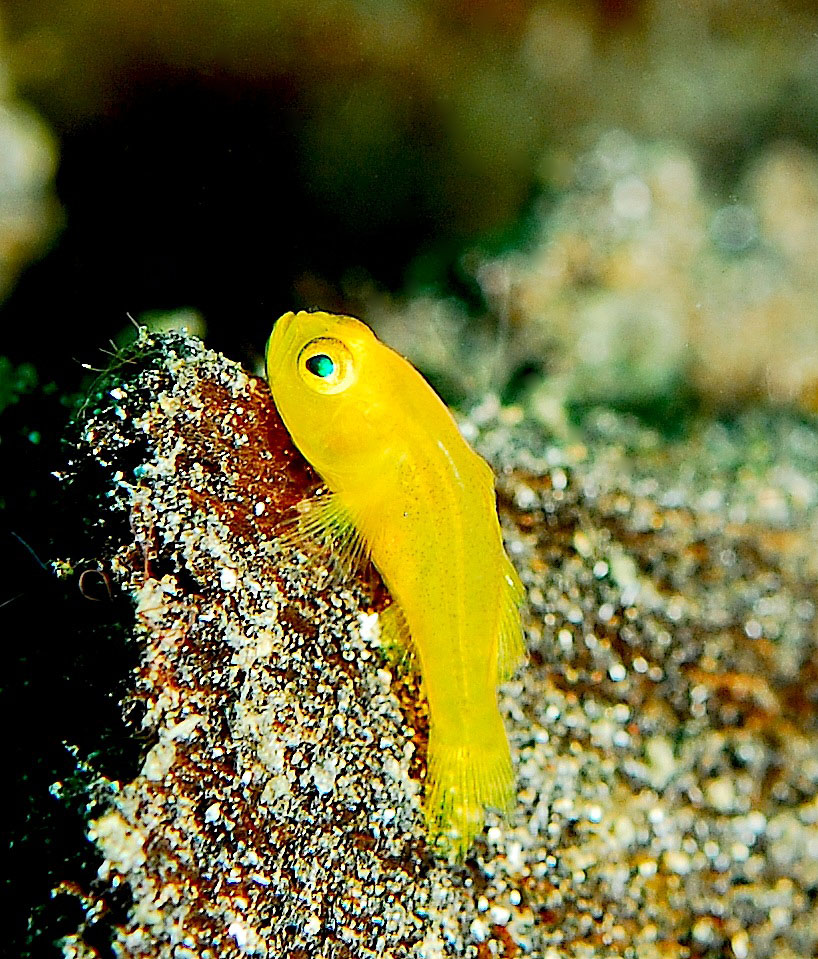
Một con cá nhiệt đới

Cá nhiệt đới nói chung là những con cá được tìm thấy trong môi trường nhiệt đới trên thế giới, bao gồm cả nước ngọt và các loài nước mặn. Trong môi trường nhân tạo của một hồ cá, một loạt các sinh vật khác cũng được bao gồm chung trong thuật ngữ "cá nhiệt đới" bao gồm cả động vật thân mềm như mực nang, tôm cua như cua và tôm hùm. Cá nhiệt đới được phổ biến như các loài cá cảnh, do màu sắc tươi sáng thường thấy của chúng. Màu này thường xuất phát từ các tế bào sắc tố và các tế bào óng ánh.
Cá nhiệt đới có thể bao gồm các mẫu vật, cá thể sinh ra trong điều kiện nuôi nhốt bao gồm cả đường chọn lọc giống để tính năng vật lý đặc biệt, chẳng hạn như vây dài, hoặc tô màu đặc biệt, chẳng hạn như bạch tạng tự nhiên. Một số loài cá có thể lai của nhiều loài. Nhiều cá nhiệt đới biển là những con cá mà sống giữa hoặc trong mối quan hệ gần gũi với các rạn san hô. Rạn san hô tạo thành hệ sinh thái phức tạp với đa dạng sinh học rất lớn. (Cá rạn san hô), Hàng trăm loài có thể tồn tại trong một khu vực nhỏ của một rạn san hô.